# Jakub Švec
Jakub Švec (Žiar nad Hronom, 23 luglio 2000) è un calciatore slovacco, attaccante dello Stal Stalowa Wola.

## Caratteristiche tecniche
È un'ala destra.

## Carriera
Cresciuto nel settore giovanile del ViOn Z.M., ha esordito in prima squadra il 25 novembre 2017 disputando l'incontro di Superliga slovacca perso 1-0 contro lo Zemplín Michalovce.